# Incidente de Macau (1601)

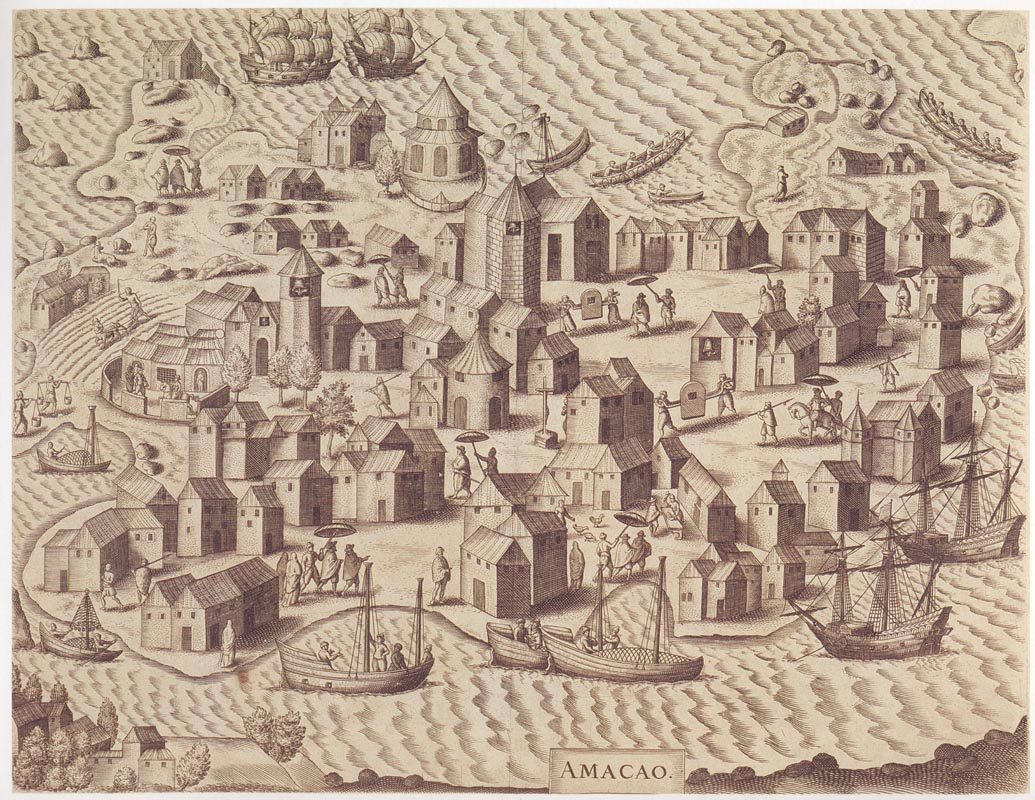
Representação de Macau por Theodor de Bry, 1598

O incidente de Macau de 1601 ocorreu quando os primeiros navios holandeses chegaram à costa chinesa durante a Era dos Descobrimentos . O esquadrão holandês, liderado por Jacob Corneliszoon van Neck, aproximou-se das águas de Macau, em 27 de setembro de 1601, mas foram recebidos com hostilidade pelos seus residentes, que capturaram os grupos de reconhecimento holandeses e executaram rapidamente 17 tripulantes. A notícia dessa injustiça enfureceu os capitães holandeses que operavam em águas asiáticas, levando à captura da Carraca Santa Catarina no Estreito de Singapura em 1603.

## Antecedentes
Os Portugueses estabeleceram um próspero entreposto em Macau na costa da China com a conivência dos oficiais chineses Ming em Guangdong após o acordo luso-chinês de 1554. Desde a sua fundação, a cidade dependia do acesso quase exclusivo aos mercados chineses, e seus moradores zelosamente protegiam seu monopólio contra outras tentativas europeias de replicar os sucessos portugueses na costa chinesa. Pouco antes do incidente em Macau, Paulo de Portugal, o capitão major que representava Macau, lutou contra a presença espanhola na vizinha El Piñal em 1600, embora as coroas de Portugal e Espanha estivessem em uma União dinástica sob Filipe II da Espanha . O episódio de El Piñal deixou os macaenses inquietos e desesperados, de tal forma que ficaram especialmente alerta quando os navios holandeses entraram nas suas águas pela primeira vez.
Os holandeses tentavam navegar para a China desde a década de 1590, impulsionados por relatos de riquezas portuguesas chegaram à Holanda. Dirck Gerritsz Pomp foi o primeiro holandês a ir para a China no início da década de 1580, embora em um navio português. As histórias que ele trouxe de volta para a Holanda ajudaram as tentativas holandesas de chegar à China, o que resultou na primeira expedição holandesa às Índias Orientais que, embora não tenha chegado à China, conseguiu encontrar chineses em Bantam, Java, em 1596.  Jacob Corneliszoon van Neck liderou uma segunda expedição holandesa às Índias Orientais de 1598 a 1600 que foi imensamente lucrativa, e Van Neck foi encarregado pela Oude Compagnie de repetir seu sucesso novamente liderando outra expedição às Índias Orientais, com o objetivo de estabelecer relações comerciais com a China. Van Neck partiu de Amsterdã em 28 de junho de 1600.

## Incidente

### Desembarque holandês
Apesar da Revolta Holandesa, conhecida também como Guerra dos Oitenta Anos, contra a Espanha na época, os holandeses inicialmente tiveram relações cordiais com os portugueses, como evidenciado pelo fato de que holandeses como Pomp e Jan Huyghen van Linschoten navegaram para a Ásia a serviço dos portugueses. Enquanto a União Ibérica naturalmente virou Portugal contra os inimigos da Espanha, os navegadores holandeses entre 1595 e 1601 assumiram que poderiam continuar o contato amigável em locais remotos.  Assim, quando Van Neck chegou a Ternate, nas Ilhas Molucas, enfureceu-se ao saber que a guarnição portuguesa de Tidore havia massacrado a tripulação do navio holandês Trouw . Ele comandou dois navios para atacar Tidore, mas foi repelido pelos cinco navios portugueses ancorados no porto. Perdendo três dedos na batalha, Van Neck recuou para Ternate e decidiu partir para Patani, na península malaia, em 31 de julho de 1601.  Contudo, ventos sazonais contrários e tufões forçaram Van Neck a mudar o curso para a costa chinesa, que avistaram em 20 de setembro de 1601. Esta foi a primeira vez que navios holandeses chegaram à China.
1. de Sousa Pinto, Paulo Jorge (2008). «Enemy at the Gates - Macao, Manila and the "Pinhal Episode" (end of the 16th Century)». Bulletin of Portuguese – Japanese Studies. 16: 39–40. ISSN 0874-8438

1. ↑  de Sousa Pinto, Paulo Jorge (2008). «Enemy at the Gates Macao, Manila and the "Pinhal Episode" (end of 16th Century)». Bulletin of Portuguese – Japanese Studies. 16: 39–40. ISSN 0874-8438
2. ↑  Van Netten, Djoeke (28 de janeiro de 2020), «The Richest Country in the World: Dutch Knowledge of China and Cathay and How to Get There in the 1590s», ISBN 978-90-04-41892-9, Brill, Foreign Devils and Philosophers: Cultural Encounters between the Chinese, the Dutch, and Other Europeans, 1590–1800 (em inglês): 24, doi:10.1163/9789004418929_003, consultado em 6 de abril de 2025
3. ↑  Blussé, Leonard (1988). «Brief Encounter at Macao». Modern Asian Studies (em inglês). 22 (3): 650. ISSN 1469-8099. doi:10.1017/S0026749X00009732 Verifique o valor de |url-access=subscription (ajuda)
4. ↑  Blussé, Leonard; Winius, George D. (2001). «The Origin and Rhythm of Dutch Aggression against the Estado da India, 1601-1661». In:  Winius, George L. Studies on Portuguese Asia, 1495–1689 (em inglês) 1 ed. London: Routledge. ISBN 978-1-003-55532-2. doi:10.4324/9781003555322
5. ↑  Wills, John E., Jr. (2010). «Maritime Europe and the Ming». China and Maritime Europe, 1500–1800: Trade, Settlement, Diplomacy, and Missions. Cambridge: Cambridge University Press. 46 páginas. ISBN 978-0-521-43260-3. doi:10.1017/cbo9780511973604
6. ↑  Li, Qing (agosto de 2021). «Mingshi suo zai Zhong He shouci jiaowang zuowu bianxi» [Some Notes on the Records of Ming History on the First Encounter between China and Dutch]. Studies of Maritime History 海洋史研究 (em chinês). 17. 88 páginas